# ستيف إيتون
ستيف إيتون (بالإنجليزية: Steve Eaton)‏ (25 ديسمبر 1959 بليفربول في المملكة المتحدة - ) هو لاعب كرة قدم بريطاني في مركز الظهير. لعب مع نادي ترانمير روفرز لكرة القدم ونورثويتش فيكتوريا.